# Rezoluce Rady bezpečnosti OSN č. 438
Rezoluce Rady bezpečnosti OSN č. 438, která byla Radou bezpečnosti OSN přijata 23. října 1978, znovu potvrzuje předešlé rezoluce, bere na vědomí zprávu Generálního tajemníka týkající se Pozorovatelské mise OSN pro uvolňování napětí (UNDOF) a zmiňuje diskusi Generálního tajemníka se všemi zúčastněnými stranami vzhledem k blízkovýchodní situaci.
Rada bezpečnosti vyjádřila své znepokojení nad pokračujícím napětím v oblasti a rozhodla se:
(a) Obnovit mandát UNDOF po dobu dalšího roku, a to do 24. července 1979;
(b) Požádat Generálního tajemníka, aby dohlédl na to, že Rada bezpečnosti zveřejní zprávu o pokroku dosaženém na konci tohoto období;
(c) Vyzvat všechny strany k okamžité implementaci rezoluce č. 338 (1973).
Rezoluce byla přijata 12 hlasy, nikdo nehlasoval proti. Československo a Sovětský svaz se hlasování zdrželi, zatímco Čína se hlasování nezúčastnila.